# Іваничівський історичний музей
Іваничівський історичний музей — історичний музей у селищі міського типу Іваничі Володимирського району Волинської області. Підпорядкований Центру культури та дозвілля Іваничівської селищної ради. Заснований у 1975 році. У лютому 1993 року Постановою колегії обласного управління культури йому присвоєно звання «народний». Фонди музею налічують понад 3000 експонатів. Експозиція розміщена у трьох залах і знайомить відвідувачів з історією краю від найдавніших часів до сьогодення.

## Історія

### Створення та перші роки
Передумовою для створення музею стала величезна підготовча робота зі збору матеріалів та експонатів. У 1973 році створили музейну раду, що здійснювала керівництво. До роботи долучилися учнівські експедиційні загони, пошукові групи, педагогічні колективи шкіл та місцеві краєзнавці. Приміщення для музею збудували у 1973 році.
Районний історичний музей відкрили у травні 1975 року з нагоди святкування 30-річчя Перемоги у Великій Вітчизняній війні. Урочисте відкриття експозиції відбулося 8 травня 1975 року.
Засновником і першим директором музею (1975—1982) був Василь Федорович Усик. Він працював інспектором районного відділу освіти і протягом семи років очолював роботу музею на громадських засадах. Вагомий внесок у становлення музею зробили волинські краєзнавці — Микола Матвійович Корзонюк (1920—1994) та Леон Каленикович Пучковський (1905—2001). Вони зібрали велику кількість унікальних матеріалів: археологічних знахідок, архівних документів та предметів побуту. Обидва краєзнавці є лауреатами обласної літературно-мистецької премії ім. Агатангела Кримського.
Значну допомогу в наповненні фондів надали вчителі та учні з багатьох сіл району. Цінні експонати надіслали ветерани, учасники боїв за визволення району. Методичне керівництво з оформлення експозиції здійснював Волинський краєзнавчий музей.

### Розвиток та реорганізації
У 1983—1984 роках експозицію музею частково переоформили й перенесли в інше приміщення — будинок школяра. З 1985 по 1988 роки музеєм керував директор Будинку школяра Григорій Іванович Березюк. З 1988 по 1990 рік заклад очолювала Бик Кароліна Михайлівна.
У квітні 1992 року районний історичний музей знову передали в підпорядкування відділу культури. 26 лютого 1993 року Постановою колегії обласного управління культури за значну експозиційну та пошукову роботу йому надано звання «народний». Експозицію перенесли в попереднє приміщення, побудоване для музею. З 1992-го по серпень 1994 року директором працювала Мазурок Оксана Іванівна. З 1994 року завідувачем музею є Куль Лариса Миколаївна.
Історія музею виявилась нелегкою: під час переїздів та передач з одного відомства в інше втрачено частину експонатів. Безслідно зник інвентарний журнал з описом реліквій. Як згадує В. Ф. Усик, у 1976 та 1977 роках музей двічі грабували, викрали нагороди, іменний годинник та старовинну зброю.
3 червня 2021 року Іваничівська селищна рада ухвалила рішення про переміщення музею до приміщення Центру культури, дозвілля та спорту. Метою переїзду назвали економію бюджетних коштів і збільшення експозиційної площі. Колишню будівлю музею після оформлення документів планують продати.

## Експозиція
Експозиція музею розміщена у трьох залах і складається з восьми розділів, що охоплюють історію краю від давнини до сучасності. Експозиційна площа приміщення становить 66 метрів кв.

### Давня історія
Найдавніші знахідки, представлені у вітринах першого залу, датуються епохою палеоліту. Тут представлені знаряддя праці кам'яного віку (понад 50 одиниць), такі як крем'яні скребачки, нуклеуси та сокири. Найунікальнішим експонатом є бивень мамонта, знайдений у с. Шахтарське. Найдавніше поселення на території селища Іваничі виявлено в епоху бронзи (ІІ тисячоліття до нашої ери).
Період Київської Русі представлений знахідками з урочищ «Ливень», «Замок» та «Рудка» поблизу села Литовеж. Серед експонатів є залишки болотної руди, сталевий ніж, кам'яні зернотерки та рештки плінфи. Ці поселення знаходилися на березі річки Буг і були впливовими осередками на торговельних шляхах середньовічного періоду.

### Середньовіччя та Новий час
Перша письмова згадка про Іваничі в історичних документах належить до 1545 року. Тоді село перебувало під владою Великого князівства Литовського і належало родині Іваницьких (герб Повня). У середині XVII століття село перейшло у власність до Красницьких, а згодом до Чацьких. В експозиції є пам'ятна дошка 1891 року із дзвіниці, яку побудувала родина Чацьких біля костелу в Порицьку.
Історію краю кінця XIХ — початку XX століття розкривають оригінальні експонати. Серед них карта земель сіл Іваничівського та Володимир-Волинського повіту Волинської губернії (1896 рік), план розподілу землі селян с. Орищі (1911 р.) та свідоцтво про закінчення церковно-приходської школи с. Іваничі (1913 р.).

### ХХ століття
Експозиція розповідає про життя краю періоду Першої світової війни, польської окупації, діяльність КПЗУ та гуртків «Просвіта».
Події Другої світової війни представлені фронтовими речами, залишками зброї, фото- та документальними матеріалами. Серед експонатів — залишки літака, ствол від кулемета «Максим», ручна граната, протитанкова рушниця, стволи від гвинтівок та гільзи. Окремі стенди присвячені діяльності ОУН–УПА та місцевим жителям, які зазнали політичних репресій.
В окремому залі оформлено інтер'єр селянської хати-світлиці минулого століття. Тут представлена колекція старовинного одягу та речей побуту, вироби ткацтва і вишивки, плетіння з лози і соломи та гончарні вироби. Центральними елементами інтер'єру є піч та ткацький верстат XX століття.
Останній розділ експозиції присвячений розвитку культури, освіти, медицини та промисловості в районі в повоєнний період, а також подвигу вчителя військової підготовки Ю. М. Лелюкова, який трагічно загинув у листопаді 1984 року, рятуючи життя учнів.

## Фонди та діяльність
Фонди музею налічують понад 3000 експонатів (за іншими даними — понад 2500), з яких майже половина — оригінали. Колекція включає знаряддя праці кам'яного віку, нумізматичні колекції, паперові гроші, фотоматеріали, предмети побуту, зразки старовинного одягу, вироби народного мистецтва та колекцію писанок (понад 70 одиниць).
Щороку музей відвідує понад 2 тисячі осіб. Основні форми роботи:
- Екскурсійна діяльність: проводяться оглядові та тематичні екскурсії, а також пішохідні екскурсії вулицями селища.[3][5]
- Науково-дослідна робота: вивчення історії населених пунктів району, пам'яток архітектури та археології, творчих здобутків відомих людей краю.[3]
- Освітня діяльність: проводяться масові заходи до ювілейних та пам'ятних дат[3][5], історико-краєзнавчі конференції.[3][5]
- Виставкова робота: музей організовує персональні виставки місцевих майстрів та художників, а також тематичні виставки.[5]

Серед помітних виставок:
- «У серці завжди Україна» (2007) — персональна виставка картин голови районного осередку вояків ОУН-УПА Олексія Андрійовича Романюка, присвячена 65-й річниці створення УПА.[8]
- «Вишивала долю я роками…» (2008) — персональна виставка вишитих виробів Ніни Федорівни Антонюк.[8]
- «Микола Муцько — повернення із забуття» (2009) — фотодокументальна виставка, присвячена творчості поета-дисидента Миколи Муцька.[8] Завдяки пошуковій роботі посмертно видано збірку віршів поета.[8][5]
- «Різдво мого дитинства» (2010—2011) — виставка робіт учнів місцевих шкіл.[8]

## Директори
- Василь Федорович Усик (1975—1982)[3][5]
- Григорій Іванович Березюк (1985—1988)[5]
- Бик Кароліна Михайлівна (1988—1990)[5]
- Мазурок Оксана Іванівна (1992—1994)[5]
- Куль Лариса Миколаївна (з 1994)[3][5]